# Dunkelgelber Wasserschlauch
Der Dunkelgelbe Wasserschlauch (Utricularia stygia) oder Dunkle Wasserschlauch ist eine Pflanzenart aus der Gattung der Wasserschläuche (Utricularia). 

## Merkmale
Der Dunkelgelbe Wasserschlauch ist eine sommergrüne, wurzellose, untergetauchte Wasserpflanze, die Wuchshöhen von 5 bis 15 Zentimeter erreicht. Die Endzipfel der Wasserblätter weisen am Rand je (2) 3 bis 6 (7) Wimperzähnchen auf. Die gelbe Krone ist leicht rötlich überlaufen. Die Unterlippe misst 9 bis 11 × 13 bis 15 Millimeter. Der Sporn hat eine Länge von 4 bis 5 Millimeter. 
Die Blütezeit reicht von Juli bis August.

## Vorkommen
Der Dunkelgelbe Wasserschlauch wächst in Deutschland in oligo- bis mesotrophen Gewässern wie Gräben, Tümpeln, Schlenken und flachen Uferbereichen von Seen. Die Art kommt selten in Bayern, Baden-Württemberg (Schwarzwald, Alpenvorland), Rheinland-Pfalz, Nordrhein-Westfalen und Nordost-Sachsen vor. In Schleswig-Holstein gilt sie als ausgestorben. Das Verbreitungsgebiet dieser Art ist nur ungenügend bekannt. Nach P. Uotila (2013) kommt die Art in Europa in Norwegen, Schweden, Finnland, Russland, Großbritannien, Dänemark, Deutschland, Italien, Österreich und Tschechien vor.